# Рудолф Амандус Филипи
Рудолф Амандус Филипи (на немски: Rudolph Amandus Philippi; на испански: Rudolfo Amando Philippi) е германски учен, естественик и изследовател на чилийска служба.

## Биография

### Ранни години и образование (1808 – 1833)
Роден е на 14 септември 1808 г. в Шарлотенбург близо до Берлин, Германия. На 10-годишна възраст, заедно с по-малкия си брат, е изпратен на обучение в Института Песталоци в Ивердон, Швейцария. След завръщането си от Швейцария постъпва в Берлинския университет и през 1830 г. го завършва отличие с докторска степен по ентомология. През 1833 г. се дипломира като лекар-хирург.

### Изследователска дейност и кариера (1833 – 1851)
През 1830 – 1831 и 1838 – 1840 г. Филипи прави две пътувания до Италия, където извършва биологични и геоложки изследвания. Пише статии за различни научни списания и през 1836 г. публикува книга за мекотелите около остров Сицилия, за която е награден със златен медал от пруския крал Фридрих Вилхелм III.
От 1835 г. работи като преподавател по естествена история в гимназията в град Касел (Höhere Gewerberschule), от 1849 г. е неин директор. През 1848 г. Филипи със своите либерални възгледи се включва в Германската революция и след нейния крах, поради преследване от страна на властите, е принуден да емигрира и на 4 декември 1851 г. пристига във Валпарайсо, Чили, за да остане там до края на живота си.

### В Чили (1851 – 1904)
През 1852 г. е назначен за директор на мъжкия лицей в град Валдивия. На 10 октомври 1853 г. Университетът в Сантяго де Чили оценява приноса му към науката и го назначава за преподавател по ботаника и зоология. През този период Филипи проектира и изгражда ботаническа градина към университета. След това е назначен за директор на Националния природонаучен музей.
През 1860 г. основава немска гимназия в град Ла Юнион, която от 1960 г., в чест на 100-годишнината от основаването си, носи неговото име (Deutsche Schule Rudolph Amandus Philippi). През 1866 г. е назначен за професор по естествена история в Националния институт.
В продължение на близо 30 години Филипи провежда множество полеви изследвания на територията на Чили. През 1853 – 1854 г. изследва пустинята Атакама, от 1858 до 1862 г. – южните провинции на Чили (между Валпарайсо и остров Чилое), а през 1878 и 1883 г. – Средно Чили. Изследванията си в пустинята Атакама описва в книгата: „Reise durch die Wüste Atacama...“ (1860).
Филипи умира в Сантяго де Чили на 23 юли 1904 г. на 95-годишна възраст.

## Съчинения
- Abbildungen und Beschreibungen neuer oder wenig bekannter Conchylien. Theodor Fischer, Cassel 1842 – 1850
- Enumeratio molluscorum Siciliae cum viventium tum in tellure tertiara fossilium. Schropp, Berlin 1836; 2. Ausgabe: Eduard Anton, Halle, 1844
- Die sogenannte Wüste Atacama. In: Mittheilungen aus Justus Perteś geographischer Anstalt. Petermann; Justus Perthes, Gotha 1856.
- Reise durch die Wüste Atacama auf Befehl der chilenischen Regierung im Sommer 1853 – 54 unternommen und bechrieben, von DR. ... nebst einer Karte und XXVII Tafeln. Eduard Anton, Halle 1860
- Florula Atacamensis seu enumeratio plantarum, qaias... Eduard Anton, Halle 1860
- Elementos de historia natural. 4. Auflage, 1885
- Elementos de botanica. 1885.